# Фернандо Леон де Араноа
Фернандо Леон де Араноа (ісп. Fernando León de Aranoa; нар. 26 травня 1968, Мадрид, Іспанія) — іспанський кінорежисер і сценарист.
Закінчив Мадридський університет.

## Фільмографія
- 1996: Родина
- 1998: Квартал
- 2002: Сонячні понеділки
- 2005: Принцеси
- 2007: Невидимі
- 2010: Амадор
- 2015: Ідеальний день
- 2017: Ескобар

## Нагороди
- Премія Гойя: 1997, 1999 (двічі), 2003, 2007
- Лауреат Міжнародного кінофестивалю у Сан-Себастьяні: 2002 (тричі)
- Премія Ondas: 2002